# Elżbieta Trafiałek
Elżbieta Trafiałek, z d. Chmielewska (ur. 7 lipca 1951 w Kielcach) – polska pedagożka, gerontolożka, przedstawicielka nauk o polityce społecznej, profesor nauk społecznych, profesor Uniwersytetu Jana Kochanowskiego w Kielcach.

## Życiorys
W 1969 ukończyła II Liceum Ogólnokształcące im. Jana Śniadeckiego w Kielcach; w 1971 Państwową Szkołę Pracowników Socjalnych w Krakowie, a w 1978 studia magisterskie na kierunku pedagogika w Wyższej Szkole Pedagogicznej w Kielcach. Doktoryzowała się w 1984 na Uniwersytecie Warszawskim (Wydział Pedagogiczny) na podstawie pracy Rola gminnych ośrodków kultury w organizacji środowiska wychowawczego wsi – na przykładzie województwa kieleckiego napisanej pod kierunkiem Józefa Półturzyckiego. Stopień doktor habilitowanej nauk humanistycznych w dyscyplinie nauki o polityce uzyskała w 2004 na Uniwersytecie Śląskim w Katowicach (Wydział Nauk Społecznych) w oparciu o rozprawę Polska starość w dobie przemian (WN Śląsk, Katowice 2003). 9 lipca 2018 prezydent Andrzej Duda nadał jej tytuł profesora nauk społecznych.
W 1979 podjęła pracę w Wyższej Szkole Pedagogicznej w Kielcach, przekształconej następnie w Akademię Świętokrzyską i Uniwersytet Jana Kochanowskiego. Początkowo zatrudniona na stanowisku asystenta; później starszego asystenta, adiunkta (1984) i profesora nadzwyczajnego (od 2005). Od 1986 do 1990 pełniła funkcję wicedyrektora Instytutu Pedagogiki, natomiast w latach 1990–1993 była prodziekanem Wydziału Pedagogicznego. Wieloletni kierownik Zakładu Polityki Społecznej. Obecnie związana z Zakładem Bezpieczeństwa Narodowego na Wydziale Prawa, Administracji i Zarządzania UJK w Kielcach.  
Zainteresowania badawcze dotyczą polityki społecznej, pracy socjalnej, gerontologii społecznej. W latach 2002–2006 była członkiem zarządu głównego Polskiego Towarzystwa Polityki Społecznej. Jest autorką ponad 250 publikacji w tym 24 prac zwartych. Teksty artykułów, recenzji, analiz m.in. w: „Ageing and Society”, „Polish Sociological Review”, „Przeglądzie Religioznawczym”, „Gerontologii Polskiej", „Chowannie", „ATHENAEUM" Polskich Studiach Politologicznych,  „Polityce Społecznej”, „Pracy Socjalnej”, „Studiach Humanistyczno-Społecznych". Wypromowała trzech doktorów, była recenzentką w ośmiu zamkniętych przewodach doktorskich. Za swoją działalność została odznaczona m.in. Srebrnym i Brązowym Krzyżem Zasługi oraz Medalem Komisji Edukacji Narodowej.

## Wybrane publikacje
- Działalność gminnych ośrodków kultury w środowisku wychowawczym wsi. Studium monograficzne wybranych miejscowości województwa kieleckiego, Kielce 1988
- Człowiek starszy w Polsce w latach 1994–1997. W świetle analiz statystycznych i sondaży społecznych, Katowice 1998
- Życie na emeryturze w warunkach polskich przemian systemowych. Studium teoretyczno-diagnostyczne, Kielce 1998
- Podstawy pracy socjalnej, Kielce 2000
- Środowisko społeczne i praca socjalna. Zarys problematyki, Katowice 2001
- Polska starość w dobie przemian, Katowice 2003
- Starzenie się i starość. Wybór tekstów z gerontologii społecznej, Kielce 2006
- Polityka społeczna dla pedagogów i służb społecznych, Tarnobrzeg 2007
- Polityka społeczno-gospodarcza. Wybrane problemy i zagadnienia, Katowice 2012
- Innowacyjna polityka senioralna XXI wieku. Między ageizmem, bezpieczeństwem socjalnym i active ageing, Toruń 2016